# カン・ミナ
カン・ミナ（韓国語：강민아、1997年3月20日 - ）はH&エンターテインメント所属の大韓民国の女優。

## 出演

### 映画
- 海から（2009年）- ソヨン役
- 傷だらけのふたり（2014年）
- ヒヤ（2016年）- チェ・ハンジュ役[1]

### ドラマ
- 愛よ、愛（2012年、KBS2）- ヨ・ウィジュ役
- チャン・オクチョン～愛に生きる～（2013年、SBS）- 少女時代のオクチョン役[2]
- ソナム女子高探偵団（2014年、JTBC）- ユン・ミモ役[3]
- チアアップ！（2015年、KBS2）- パク・タミ役[4]
- トゥモロー・ボーイ（2016年、NAVER TV）- チョ・アラ役[5]
- キスして幽霊！〜Bring it on, Ghost〜（英語版）（2016年、tvN）- キム・ウンソン役
- 思いどおりにする恋愛（2019年、WEB）- ホン・チョイ役
- A-TEEN2（2019年、PLAYLIST）- チャ・アヒョン役[6]
- モンシュシュグローバルハウス（2019年、SBS）- カン・ユナ役[7][8][9]
- メモリスト（2020年、tvN）- チョウォン役
- 女神降臨（2020年-2021年、tvN）- チェ・スア役[10][11]
- 怪物（2021年、JTBC）- カン・ミンジョン役[12]
- 遠くから見ると青い春（2021年、KBS2）- キム・ソビン役[13][14]
- ミラクル（2022年、WEB）- イ・ソリン役[15]

## 広報大使
- 「第3回大韓民国青年の日」[16]

## 雑誌
- 「bnt」2016年1月号[17]